# Aristoteles-Universität Thessaloniki

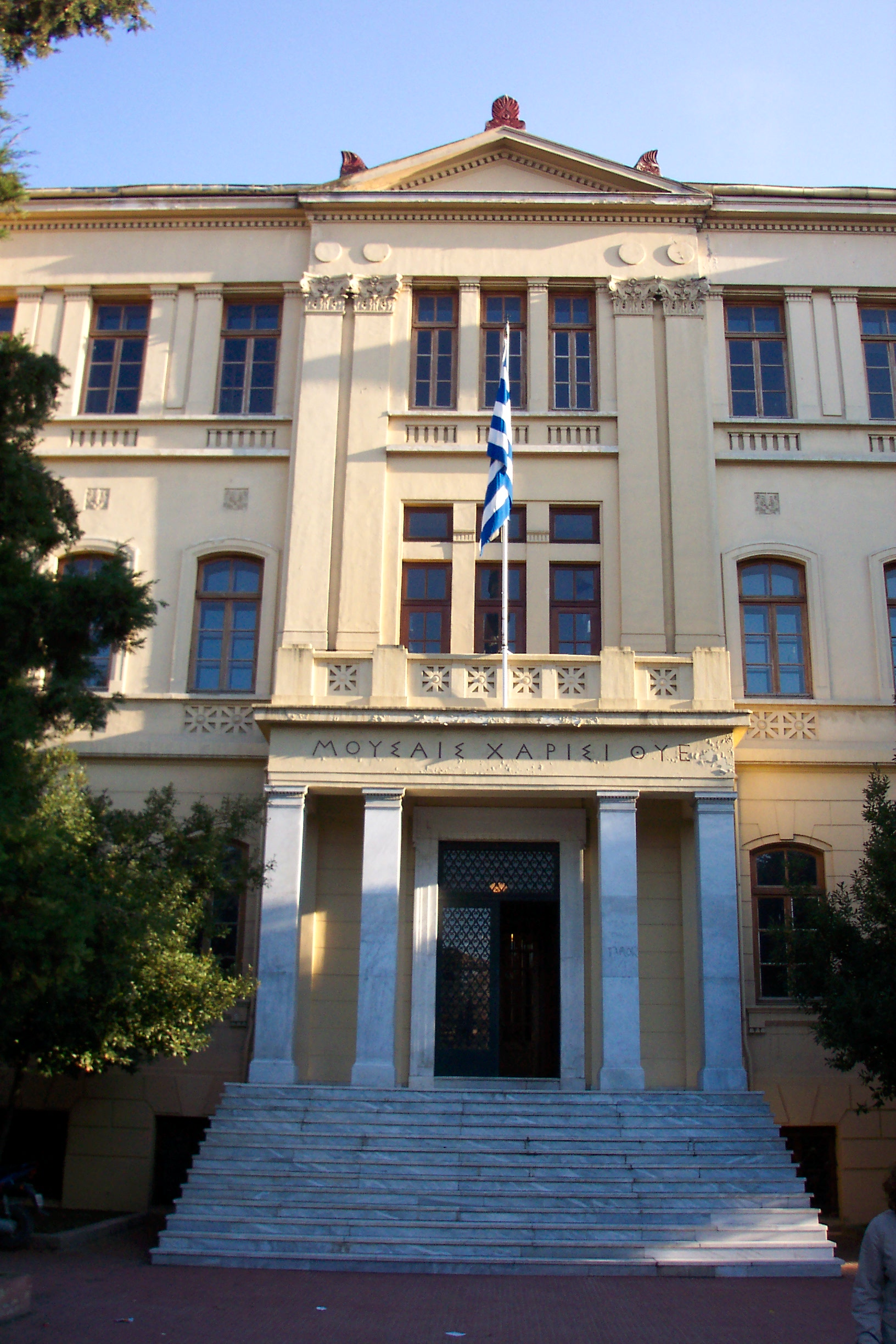
Philosophische Fakultät

Die Aristoteles-Universität Thessaloniki (griechisch Αριστοτέλειο Πανεπιστήμιο της Θεσσαλονίκης) ist mit ca. 81.500 Studenten die größte Universität Griechenlands und auch eine der größten Europas. Die Campus-Universität liegt auf dem Gelände des ehemaligen Jüdischen Friedhofs im Stadtzentrum der makedonischen Hauptstadt Thessaloniki. Die Universität ist Mitglied im Netzwerk der Balkan-Universitäten und Netzwerk der Schwarzmeer-Universitäten.

## Geschichte
Die Universität bildete landesweit, neben der Nationalen und Kapodistrias-Universität Athen die zweite Universität in Griechenland. Ihre Gründung 1925 wurde durch den Rahmen weitgehender Reformen begleitet, so entstand 1917 die Bewegung zur Einführung der Dimotiki in den Grundschulen und 1929 die Abschaffung der Mittelschule und Realisierung eines sechsjährigen Unterrichtsplanes. Die Universität sollte das neue Bild der griechischen Bildungs- und Gesellschaftsschicht repräsentieren. Ihre Modernität erhielt sie einerseits durch die Sprache der Dimotiki ihrer Professoren und andererseits durch die Ausweitung ihres Bildungsangebots, worunter viele spezialisierte neue Fächer zu finden waren, wie etwa Forstwissenschaften und Fremdsprachendidaktik. Als ein weiteres Beispiel fungiert 1950 die Gründung der Fakultät für Veterinärmedizin. Während der Zeit der Militärdiktatur wurde die Universität „am 16. November [1973] durch etwa 1.000 Studenten“ aus Solidarität mit den aufständischen Athener Studenten des Polytechneion besetzt. 1974/1975 waren 27088 Studenten eingeschrieben, was einen Anteil von 29,1 % der Gesamtstudentenschaft in Griechenland betrug. Auf einen Professor kamen damals 75 Studenten.

## Fakultäten
Es gibt zwölf Fakultäten (σχολές) und 41 Fachbereiche (τμήματα):
1. Theologische Fakultät – Θεολογική Σχολή
2. Philosophische Fakultät – Φιλοσοφική Σχολή
3. Fakultät für Naturwissenschaften – Σχολή Θετικών Επιστημών
4. Fakultät für Rechts-, Wirtschafts- und Politikwissenschaften – Σχολή Νομικών Οικονομικών και Πολιτικών Επιστημών
5. Fakultät für Agrarwissenschaften – Γεωπονική Σχολή
6. Fakultät für Forstwissenschaft und Umwelt – Σχολή Δασολογίας και Φυσικού Περιβάλλοντος
7. Veterinärmedizinische Fakultät – Κτηνιατρική Σχολή
8. Medizinische Fakultät – Ιατρική Σχολή
9. Zahnmedizinische Fakultät – Οδοντιατρική Σχολή
10. Fakultät für Ingenieurwissenschaften – Πολυτεχνική Σχολή
11. Fakultät der Bildenden Künste – Σχολή Καλών Τεχνών
12. Fakultät für Erziehungswissenschaften – Παιδαγωγική Σχολή
13. Selbständige Fachbereiche – Ανεξάρτητα Τμήματα

## Berühmte Personen
Gründungspräsident
- Georgios N. Chatzidakis (1848–1941), Sprachwissenschaftler und Neogräzist

Professoren
- Manolis Andronikos (1919–1992), Archäologe
- Ioannis Kakridis (1901–1992), Klassischer Philologe
- Patroklos Karantinos (1903–1976), Architekt
- Emmanuel Karasu (1862–1934), osmanischer Politiker
- Emmanuel Kriaras (1906–2014), Philologe
- John S. Romanides (1927–2001), orthodoxer Theologe
- Vassilios Skouris (* 1948), Rechtswissenschaftler, Präsident des Europäischen Gerichtshofs
- Manolis Triantafyllidis (1883–1959), Sprachwissenschaftler
- Dimitris Tsatsos (1933–2010), Rechtswissenschaftler
- Costas Varotsos (* 1955), Bildhauer
- Evangelos Venizelos (* 1957), Jurist und Politiker

Alumni
- Gianna Angelopoulos-Daskalaki (* 1955), Politikerin und Geschäftsfrau
- Peter G. Fitzgerald (* 1960), republikanischer Politiker. US-Senator aus Illinois
- Günther Steffen Henrich (1938–2024), Byzantinist und Neogräzist
- Melina Kana (* 1966), Sängerin
- Harry M. Markowitz (1927–2023), US-amerikanischer Ökonom
- Thanasis Papakonstantinou (* 1959), Musiker
- Rena Sakellaridou (* 1955), Architektin
- Christos Sartzetakis (1929–2022), Präsident Griechenlands 1985–1990
- Hierotheos Vlachos (* 1945), orthodoxer Bischof und Theologe
- Christos Yannaras (1935–2024), Philosoph
- Maria Spyropoulou (* 1970), Physikerin

Professores honoris causa
- Walter Berschin (* 1937), Professor an der Ruprecht-Karls-Universität Heidelberg für lateinische Philologie des Mittelalters und der Neuzeit
- Hans Eideneier (* 1937), Professor em. für byzantinische und neugriechische Philologie an der Universität Hamburg
- Peter Gottwald (* 1944), Professor an der Universität Regensburg, Präsident der Internationalen Vereinigung für Prozessrecht